# روهر اینک
روهر اینک (انگلیسی: Rohr, Inc.) شرکت هوافضای آمریکایی است، که در سال ۱۹۴۰ توسط فردریک روهر تأسیس شد.